# アルテトキオ
アルテトキオは、東京都豊島区南大塚にある株式会社DSトレーディングが運営するラブドール、ダッチワイフメーカー。オリエント工業や4woodsとともに、日本のラブドール市場では大手メーカーのひとつとして知られている。

## 概要
2007年創業。当初の運営者は株式会社アルテトキオ (arte tokio co.ltd.) で、その後エバーグリーン株式会社を経て、2020年に現在のDSトレーディング株式会社に変更となった。
当初は全高50cm程度のシリコーンゴム製シームレスドールを取り扱っており、最初の製品としてケルト神話の妖精をモデルにした「Sidh's」を販売した。2009年には私屋カヲルによる漫画・アニメ作品『こどものじかん』とコラボレーションし、登場キャラクターである九重りんのシームレス・フィギュア・ドール（全高40cm）を発売した。
2012年、全高132cmの「桜 sakura」と「咲 saki」で等身大シームレスドール販売に参入。2015年、アニメヘッド・シリコンウイッグを発売。2017年、男性ドール「170cm Men」を発売したさらにサブブランド「EGDoll」を開設し、熱可塑性エラストマー (TPE) 製ドールの販売を開始。2019年、EGDoll上にて「PIPER DOLL」および「Doll House168」製品の販売を開始した。
中華人民共和国のEXDOLL社とはドール製品の共同開発を行う関係にある。

## 事業所
- 会社所在地：〒170-0005 東京都豊島区南大塚3-32-7 メッツ大塚703[1]
  - JR山手線大塚駅南口より徒歩1分。ショールーム併設。完全予約制[14]。